# Cantón de Moulins-2
El cantón de Moulins-2 (en francés canton de Moulins-2) es una circunscripción electoral francesa situada en el departamento de Allier, de la región de Auvernia-Ródano-Alpes. La cabecera (bureau centralisateur en francés) está en Moulins.

## Historia
Fue creado por el decreto nº 2014-265 del 27 de febrero de 2014 que entró en vigor en el momento de la primera renovación general de asamblearios departamentales después de dicho decreto, cuestión que pasó en marzo de 2015.